# (2089) Cetacea
(2089) Cetacea (1977 VF; 1936 MB; 1939 FN; 1949 WE; 1972 LG; 1976 KO) ist ein Asteroid des mittleren Hauptgürtels, der zur Eunomia-Familie gehört und am 9. November 1977 von Norman G. Thomas am Lowell-Observatorium (Anderson Mesa Station) entdeckt wurde.

## Benennung
Der Asteroid wurde nach der wissenschaftlichen Bezeichnung der Wale (Cetacea) benannt.